# John Moses (Politiker, 1885)

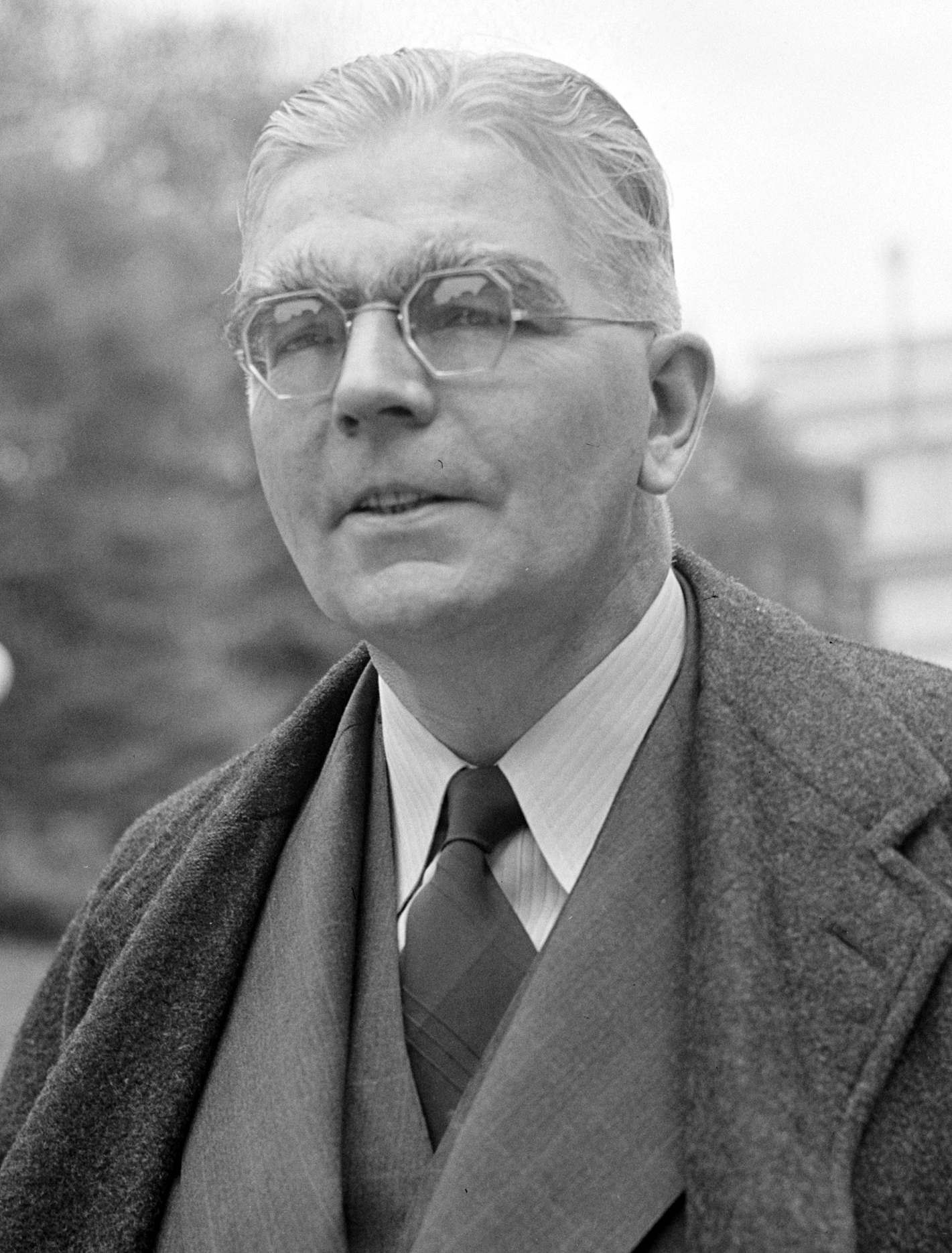
John Moses (1939)

John Moses (* 12. Juni 1885 in Strand, Norwegen; † 3. März 1945 in Rochester, Minnesota) war ein norwegisch-amerikanischer Politiker. Moses war der 22. Gouverneur von North Dakota und demokratischer US-Senator für diesen Bundesstaat.

## Frühe Jahre
Moses erhielt seine erste Schulausbildung in seiner norwegischen Heimat. Im Jahr 1905 kam er nach Amerika, wo er zunächst zwischen 1906 und 1911 für eine Eisenbahngesellschaft arbeitete. Danach studierte er an der University of North Dakota Jura und eröffnete nach bestandenem Examen im Jahr 1917 in Hazen eine Kanzlei. Zwischen 1919 und 1923 sowie nochmals von 1927 bis 1933 war Moses Bezirksstaatsanwalt im Mercer County. Nachdem er sich 1936 noch erfolglos um das Amt des Gouverneurs beworben hatte, wurde er 1938 als Kandidat seiner Partei zum neuen Gouverneur seines Staates gewählt.

## Gouverneur von North Dakota
Moses trat sein neues Amt am 5. Januar 1939 an. Nach Wiederwahlen in den Jahren 1940 und 1942 konnte er es bis zum 4. Januar 1945 ausüben. Der größte Teil seiner Amtszeit wurde von den Ereignissen des Zweiten Weltkrieges überschattet. Der Gouverneur versuchte einige Rüstungsbetriebe in seinen Staat zu holen. Aber alles in allem war North Dakota auf dem letzten Platz aller US-Bundesstaaten, was die Rüstungsanstrengungen betraf. Trotzdem wurden auch Soldaten aus North Dakota zu den Waffen gerufen. Innenpolitisch kürzte Moses die Staatsausgaben, um das Haushaltsdefizit abzubauen. In seiner Zeit blühte die Landwirtschaft auf. Es gab keine größeren Naturkatastrophen, was zu guten Ernten führte. Moses war auch sprachlich sehr begabt. Er konnte seine Reden auf Norwegisch und Deutsch vortragen.

## Lebensende
Noch im Jahr 1944 war Moses in den US-Senat gewählt worden. Er trat dieses Amt im Januar 1945 an, verstarb aber bereits am 3. März desselben Jahres. Er war mit Ethel Joslyn verheiratet, mit der er vier Kinder hatte.